# 苏联武装力量六十周年奖章
苏联武装力量六十周年奖章 (俄语：Юбилейная медаль «60 лет Вооружённых Сил СССР»)是苏联最高苏维埃主席团于1978年1月28日颁布法令设立的国家纪念章。以此纪念苏联武装力量建立60周年。有关此紀念章的法令在1980年7月18日被苏联最高苏维埃主席团修定。

## 颁授情况

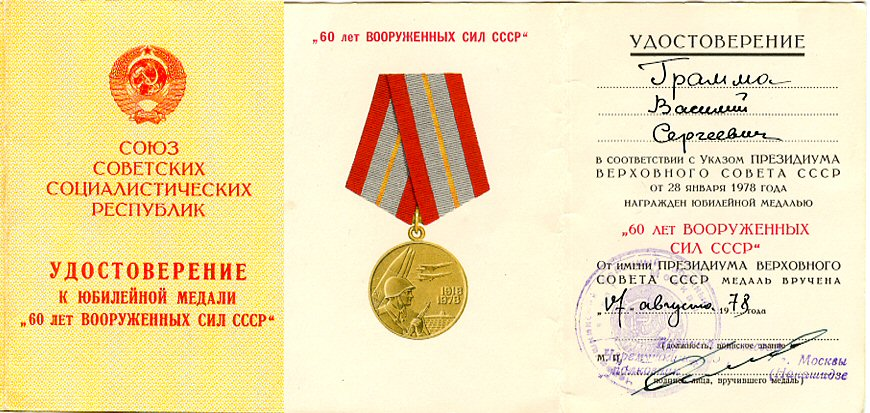
苏联武装力量六十周年奖章证书(封面和内页)

苏联武装力量六十周年奖章授予在1978年2月23日仍在苏联陆军、苏联海军、内务部内卫部队、苏联部长会议国家安全委员会武装部队中服役和执勤的军官、军士、士官、海军士官、水兵和士兵，前赤卫队成员，在苏联武装力量中参加战斗以保卫苏维埃祖国的战士，内战和1941至1945年苏德战争期间的游击队员；曾在苏联陆军、苏联海军、内务部内卫部队、苏联部长会议国家安全委员会武装部队服役20年以上，但现卸任并担任预备役或退休，及在服役期间被授予勇敢奖章、乌沙科夫奖章、战功奖章、纳希莫夫奖章、守卫苏联国界有功奖章、服役优秀奖章的人员。
该紀念章由各军事单位、编队指挥官，机构、院校负责人，共和国、领地、地区、区或城镇各级军事委员代表苏联最高苏维埃主席团授予获奖人。每枚紀念章都附有证书，此证书为8厘米×11厘米的紙質小册子的形式，其中包含奖项的名称，获奖者的详细资料以及官方印章和签名。
苏联武装力量六十周年奖章佩戴在左胸，当存在其他苏联勋章奖章时，应配戴在苏联武装力量建立五十周年纪念章之后，苏联武装力量建立七十周年纪念章之前。如果佩戴了其它俄罗斯联邦勋章或奖章，则后者具有优先权。

## 奖章制式
奖章为圆形，直径32㎜，由黄铜制成。奖章的正面在导弹和战斗机作为背景的映衬下是一名手持机枪的苏军士兵形象。士兵右侧是海面上的一艘潜艇。上方刻有年份1918和1978.奖章背面环绕着铭文：Шестьдесят лет和Вооружённых Сил СССР，意为：苏联武装力量六十周年。中间以星号隔开。背面中间是一个五角星图案，中间是锤子和犁，叠加在交叉的步枪和军刀上。奖章的边缘镶有边框，铭文和图案为浮雕。

## 部分获奖者

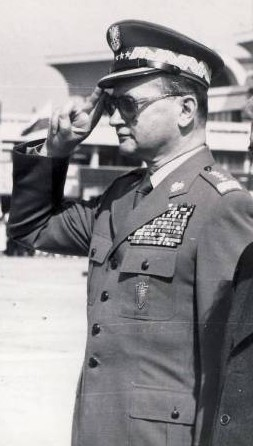
波兰将领沃依切赫·雅鲁泽尔斯基，苏联武装力量六十周年奖章外国获奖者